# Frank Horvat
Frank Horvat (* 28. April 1928 in Abbazia, heute Opatija, Kroatien; † 21. Oktober 2020) war ein italienischer Fotograf, der ab Ende der 1950er Jahre in Paris lebte.

## Leben
Horvat wurde als Sohn eines Arztes geboren und ging nach einem Umzug seiner Eltern in Mailand in  die Grundschule. 1939 floh er mit seiner Familie nach Lugano in der Schweiz; dort besuchte er das Gymnasium. 1945 kaufte er sich mit dem ersten eigenen Geld seine erste Kamera. Nach seiner Rückkehr nach Italien begann er 1948 ein Kunststudium an der Accademia di Brera in Mailand. Ein Jahr später arbeitete er für eine Agentur in Mailand als Graphiker.
Seine erste Reportage produzierte er 1951 als freier Fotograf über Pilger in Nord-Italien. 1951 traf er die beiden Fotografen Henri Cartier-Bresson und Robert Capa in Paris. 1955 nahm er an der Ausstellung The Family of Man teil; 1959 trat er der Agentur Magnum für drei Jahre bei. Später wurde er auch als Modefotograf zum Beispiel für Vogue aktiv. In den letzten Jahren setzte er sich mit der digitalen Bilderzeugung auseinander, u. a. mit der Reinterpretation seiner älteren Arbeiten. Horvat lebte in Boulogne-sur-Seine, einer Vorstadt von Paris.

## Ausstellungen
- Einige seiner Bilder wurden für die Ausstellung The Family of Man ausgesucht.
- Weltausstellung der Photographie
- 2. Weltausstellung der Photographie

## Werke (Auswahl)
- Photographic autobiography, Hatje Cantz, Berlin, 2016, ISBN 978-3-7757-4208-5
- Figures romanes. Seuil, Paris 2001, ISBN 2-02-051687-X.
- Frank Horvat. Nathan, Paris 2000, ISBN 2-09-754143-7.
- Photodiary. Braus, Heidelberg 2000, ISBN 3-926318-64-3.
- Strip-Tease. Edition Rencontre, Lausanne 1963.
- Vraies Semblances. Photovision 1999
  - englisch: Very similar. Dewi-Lewis, Stockton 1999, ISBN 1-89923-557-4.
  - deutsch: Vom wahren Schein. Umschau Braus, Heidelberg 1999, ISBN 3-8295-6822-3.
- Frank Horvat – Goethe in Sizilien. Photographien zu Texten der Italienischen Reise von Johann Wolfgang von Goethe. Goethe-Museum, Frankfurt/M. 1998.